# Slepičí vrch (Nízký Jeseník)
Slepičí vrch je kopec s nadmořskou výškou 599 m, který se nachází mezi zaniklými německými vesnicemi Smilov, Velká Střelná a zaniklou německou osadou Hühnerberg, poblíž Součinnostní střelnice Velká Střelná v Oderských vrších ve vojenském újezdu Libavá v okrese Olomouc v Olomouckém kraji. Kopec se nachází ve vojenském prostoru a tak je bez povolení nepřístupný.
Kopec se nachází na katastrálním území Velká Střelná. V minulosti se poblíž nacházely větrné mlýny. Dne 31. ledna 1947 se ve Městě Libavá sešli představitelé Vojenského výcvikového tábora se zástupci Ministerstva národní obrany ve věci rozmístění střelnic. Výsledkem tohoto jednání bylo stanovení 7 vojenských cvičišť, z nichž jedno cvičiště byl Slepičí vrch určený jako tanková střelnice.
V současnosti jsou na místě ruiny budovy vojenského objektu a tanková cesta.

## Galerie

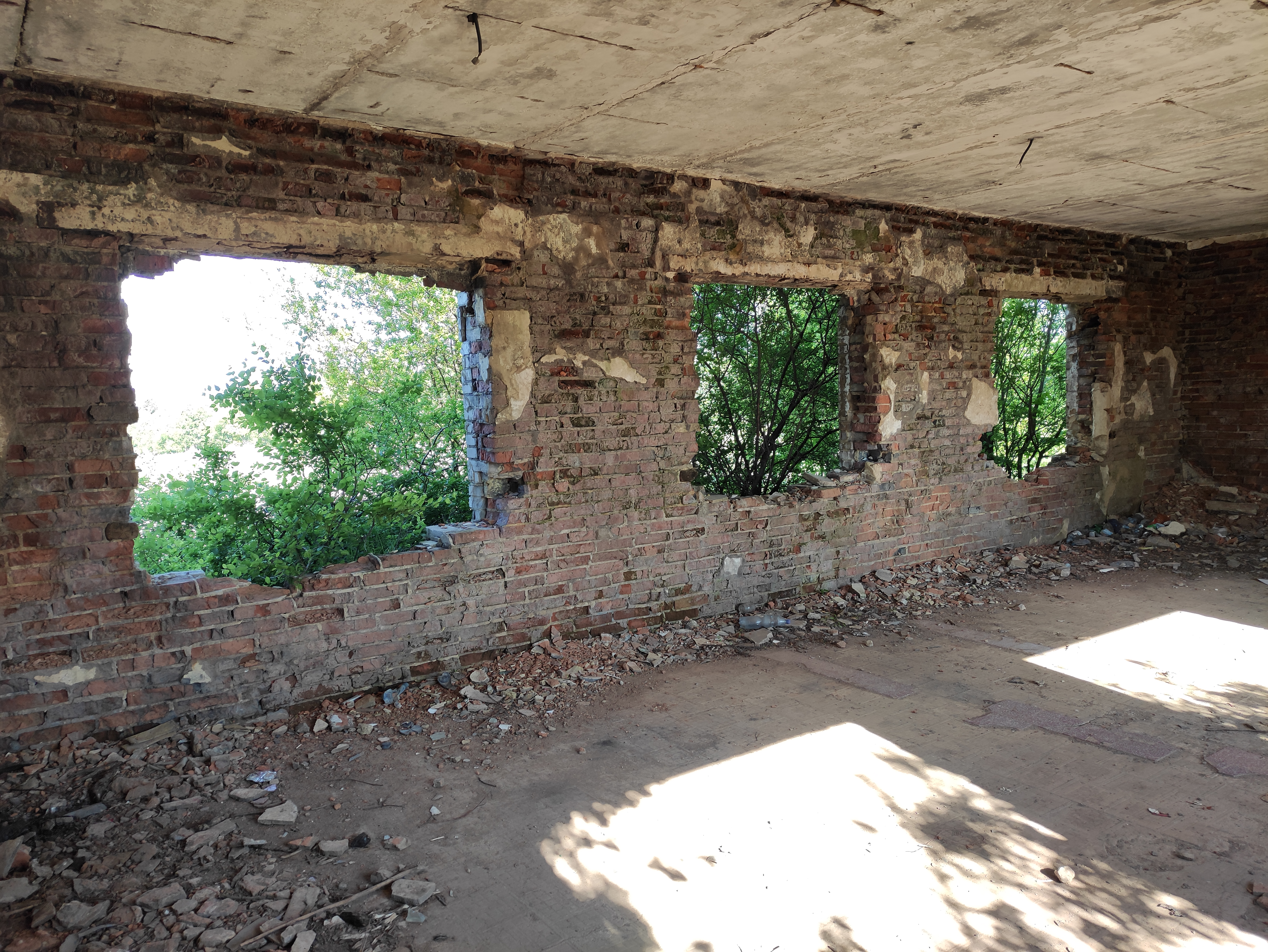
ruiny vojenského objektu
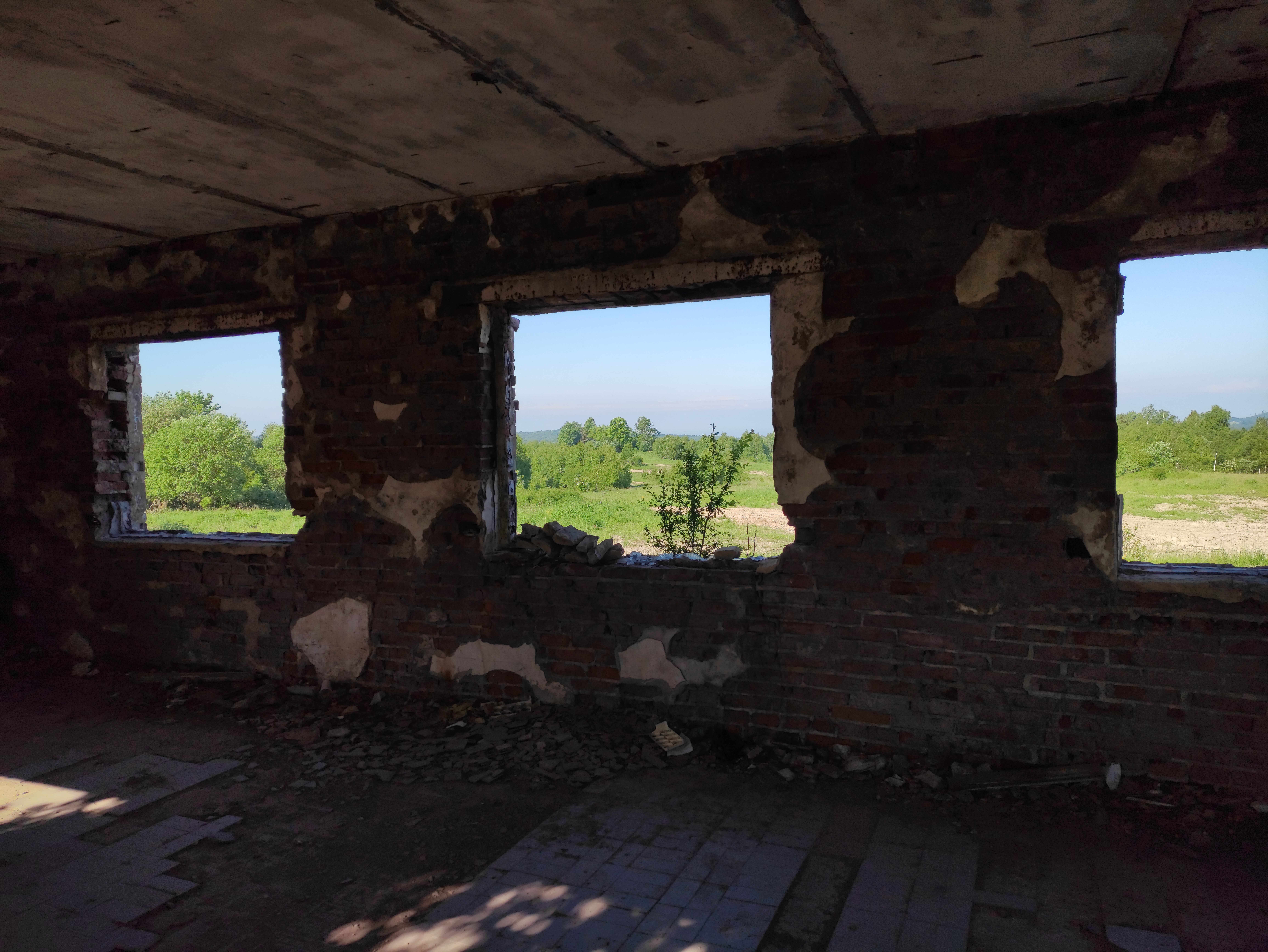
ruiny vojenského objektu